# Juan Carlos Rodríguez (músico)
Juan Carlos Rodríguez (Santo Domingo, República Dominicana, 18 de octubre de 1981) es un cantante, compositor, productor y arreglista dominicano, conocido por haber creado junto con Marcos Yaroide el dúo Tercer Cielo. Después de sus primeros 3 discos, escritos y producidos por el mismo, Juan Carlos comenzó con un desenvolvimiento mayor, escribiendo temas para otros artistas como Lilly Goodman, Redimi2, Tito el Bambino, Andrés Cepeda y Fonseca, R.K.M. & Ken-Y, Zion & Lennox, Wisin & Yandel, Plan B, entre otros. Ha producido la mayoría de los temas y discos del dúo Tercer Cielo, que hoy integra junto a su esposa Evelyn Herrera.

## Carrera musical
Juan Carlos Rodríguez y Marcos Yaroide formaron un grupo llamado Tercer Cielo, cantando en eventos cristianos en su ciudad natal, Santo Domingo. La primera canción que grabó el grupo se llamó "Ella y él", escrita por Juan Carlos Rodríguez. Con influencias del R&B, narraba la historia de un joven que abandonó su fe cristiana para ir a un mundo que no le ofrecía más que dolor y sufrimiento. La canción se convirtió en un éxito en República Dominicana, y el grupo recibió muchas invitaciones a conciertos y eventos como nunca, lo que provocó la necesidad de grabar un álbum. El grupo recibió el apoyo del sello discográfico Estribillo Music y grabó el álbum En ti, que tuvo mucho éxito en la radio cristiana nacional. Entre sus éxitos se encuentran «No importa» con Lilly Goodman, que ganó en 2007 dos premios AMCL por "Canción del año" y "Composición del año".
Después de que Marcos Yaroide decidiera lanzarse como solista y abandonar el grupo, Juan Carlos decidió integrar a Evelyn Herrera, cantante que ya había producido en 2004 para su álbum Cinco Sentidos y con quién posteriormente, se casaría el 21 de enero de 2006.
A partir de 2007, el grupo Tercer Cielo de Juan Carlos junto con su esposa, comienzan a ser conocidos por canciones como «Yo Te Extrañare», «Cada día», «Mi último día» entre otros temas.
Juan Carlos Rodríguez recibió el premio a Compositor del año y Productor del año en múltiples ocasiones por parte del Academia Musical Cristiana Latina (AMCL), rompiendo además un récord en dicha ceremonia por la cantidad y diversidad de galardones obtenidos. Sus trabajos realizados pertenecen a Fe y Obra Music, siendo lanzados por Broadcast Music, Inc. siendo más de 400 canciones que el cantante ha podido escribir o componer.
Ha colaborado en varias canciones siendo solista, aunque aparece acreditado como Tercer Cielo, como «Yo seré tu sol» con Redimi2, «Cielo» con Manny Montes, «Eres Dios» con el Grupo Barak, «Tu fuiste» con Ariel Kelly, «Ten calma» con Travy Joe, por mencionar algunas.

## Discografía

### ConTercer Cielo
| Álbumes de estudio - 2000 "En ti" - 2001 "Tercer Cielo/Primer amor" - 2004 "Ahora tengo más" - 2007 "Llueve" - 2008 "Hollywood" - 2009 "Gente común, sueños extraordinarios" - 2011 "Viaje a las estrellas" - 2012 "Lo que el viento me enseñó" - 2014 "Irreversible" - 2018 "Momentos en el tiempo" EP´s - 2008 "Es navidad" Recopilaciones - 2005 "Inspiraciones del Tercer Cielo" - 2007 "Inspiraciones del Tercer Cielo II" - 2009 "Historia de amor]]" - 2012 "Eternamente enamorados" En Vivo - 2010 "En concierto "Creeré"" (CD y DVD) Re-ediciones - 2009 "Gente común, sueños extraordinarios "Canciones Extras"" | Sencillos - «El rapto» (con Redimi2) - «Ella y él» - «Cuando el primer amor se va» - «Dios no te olvida» - «Algún día» - «Ahora tengo más» - «Hoy te permito odiar» - «Eres» - «El uno para el otro» - «Yo te extrañaré» - «Mi último día» - «Creeré» - «Entre tú y yo» - «Exagerado amor» - «Tu amor no es de este mundo» - «Demente» - «No estoy solo» - «Lo que soy se debe a ti» - «No crezcas más» - «Déjate brillar» (con Redimi2 y Alex Zurdo) - «Toma mi mano» - «Jesús» - «Mi casa y yo» - «Hasta que llegué yo» | Otros sencillos/canciones - «Agua viva» - «Contigo estoy» - «Héroe» - «Solo por Ti» (con Manny Montes) - «Enamorados» - «Si no estás junto a mi» - «Creeré (Remix)» (con R Kelly) - «Lindo viaje» - «Un día mejor» - «Ser tu héroe» - «Apóyate en mí» Colaboraciones: - «Knock out» (de Redimi2) - «Por siempre» (de Isabelle Valdez) - «Cielo» (de Manny Montes) - «No importa» (de Lilly Goodman) - «Él es» (de Isabelle Valdez) - «Yo seré tu Sol» (de Redimi2) - «Dame más de ti» (de Deborah Pruneda) - «Alzo mi voz» (de Tito el Bambino) - «Eres Dios» (de Grupo Barak) - «Oro por ti» (de Damaris Guerra) - «Tu fuiste» (de Ariel Kelly) - «Aquí estoy» (de Isabelle Valdez) - «Ten calma» (de Travy Joe) |

### Como solista
| Sencillos - «Al juntarnos de nuevo» |